# Фолерсрода
Фолерсрода (њем. Vollersroda) општина је у њемачкој савезној држави Тирингија. Једно је од 75 општинских средишта округа Вајмарер Ланд. Према процјени из 2010. у општини је живјело 206 становника. Посједује регионалну шифру (AGS) 16071093.

## Географски и демографски подаци
Фолерсрода се налази у савезној држави Тирингија у округу Вајмарер Ланд. Општина се налази на надморској висини од 342 метра. Површина општине износи 2,6 km². У самом мјесту је, према процјени из 2010. године, живјело 206 становника. Просјечна густина становништва износи 80 становника/km².

## Међународна сарадња
| Мјесто | Држава    | Врста сарадње | Од    |
| ------ | --------- | ------------- | ----- |
|        | Француска | партнерство   | 1990. |
| Извор  |           |               |       |